# Kalkan
Kalkan è una città sulla costa turca del Mediterraneo orientale, e un'importante destinazione turistica. L'area comprende molti siti storici (come Tlos e Kekova) e molte belle spiagge (tra cui quelle di Patara e di Kaputaş).
Kalkan è un'antica città di pescatori e l'unico porto sicuro tra Kaş e Fethiye; è famosa per le sue case bianche che scendono verso il mare e le sue bouganvillea dai colori vivaci. Ha una media di 300 giorni di sole all'anno.

## Storia
Fino all'inizio degli anni 1920, la maggior parte dei suoi abitanti erano greci, e la cittadina si chiamava Kalamaki.
Essi partirono nel 1923 a causa dello scambio di popolazioni tra Grecia e Turchia dopo la guerra greco-turca e emigrarono nella vicina  Kastellòrizo e principalmente in Attica, dove popolarono la città di Kalamaki. Case greche abbandonate possono ancora essere viste a Kalkan.

## Economia
Kalkan fino agli anni '70 è stata un'importante città portuale, essendo l'unico porto dei dintorni. È declinata dopo la costruzione della strada per Fethiye, ma è rinata dopo l'emergere dell'industria del turismo nella regione.
Anche se amministrativamente fa parte della provincia di Antalya, Kalkan economicamente e per quanto riguarda i trasporti è collegata più strettamente a Fethiye.
Nel 2012 il 96% dei turisti che hanno soggiornato a Kalkan provenivano dal Regno Unito.

## Galleria d'immagini

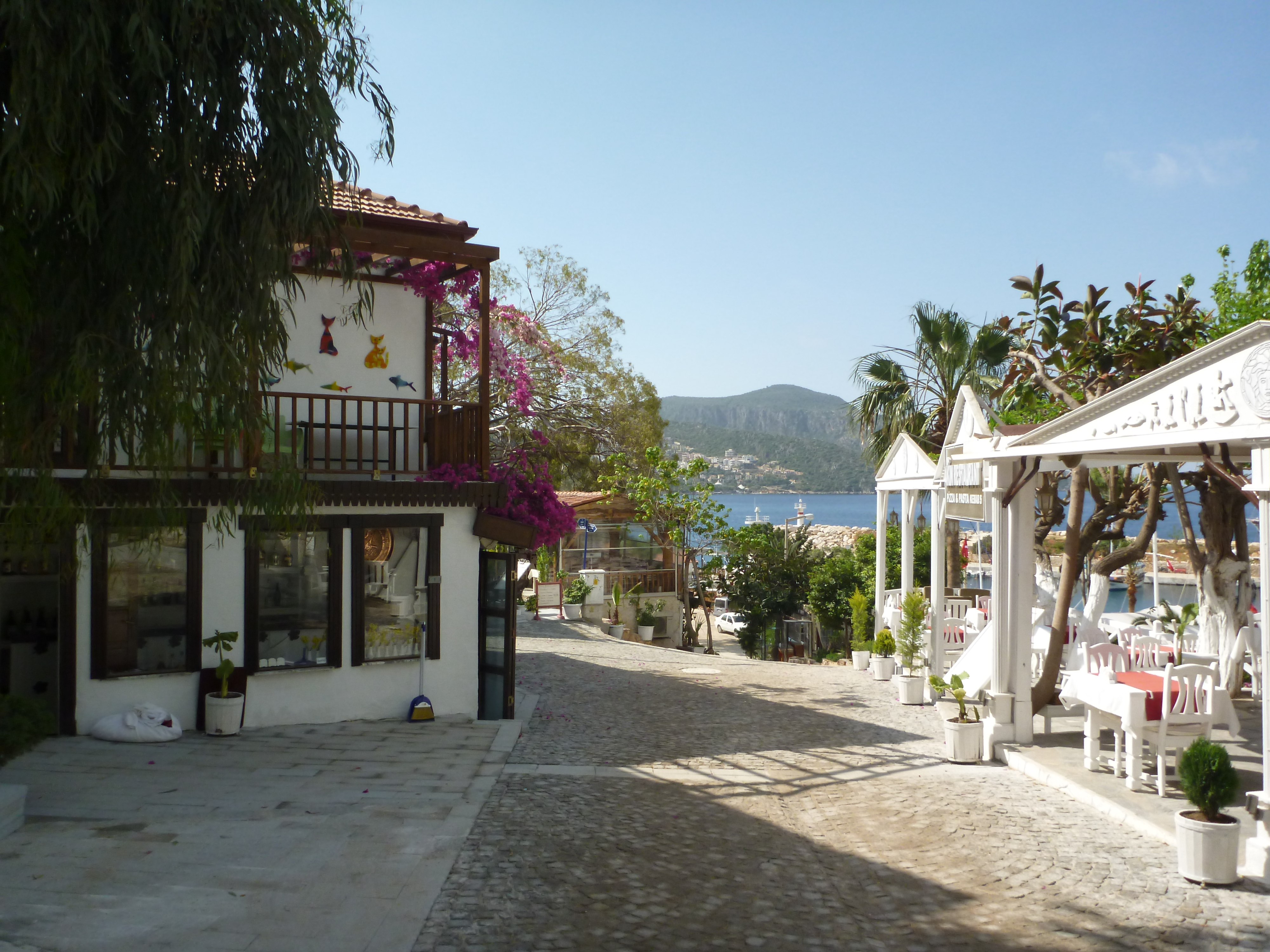
Strada tipica di Kalkan
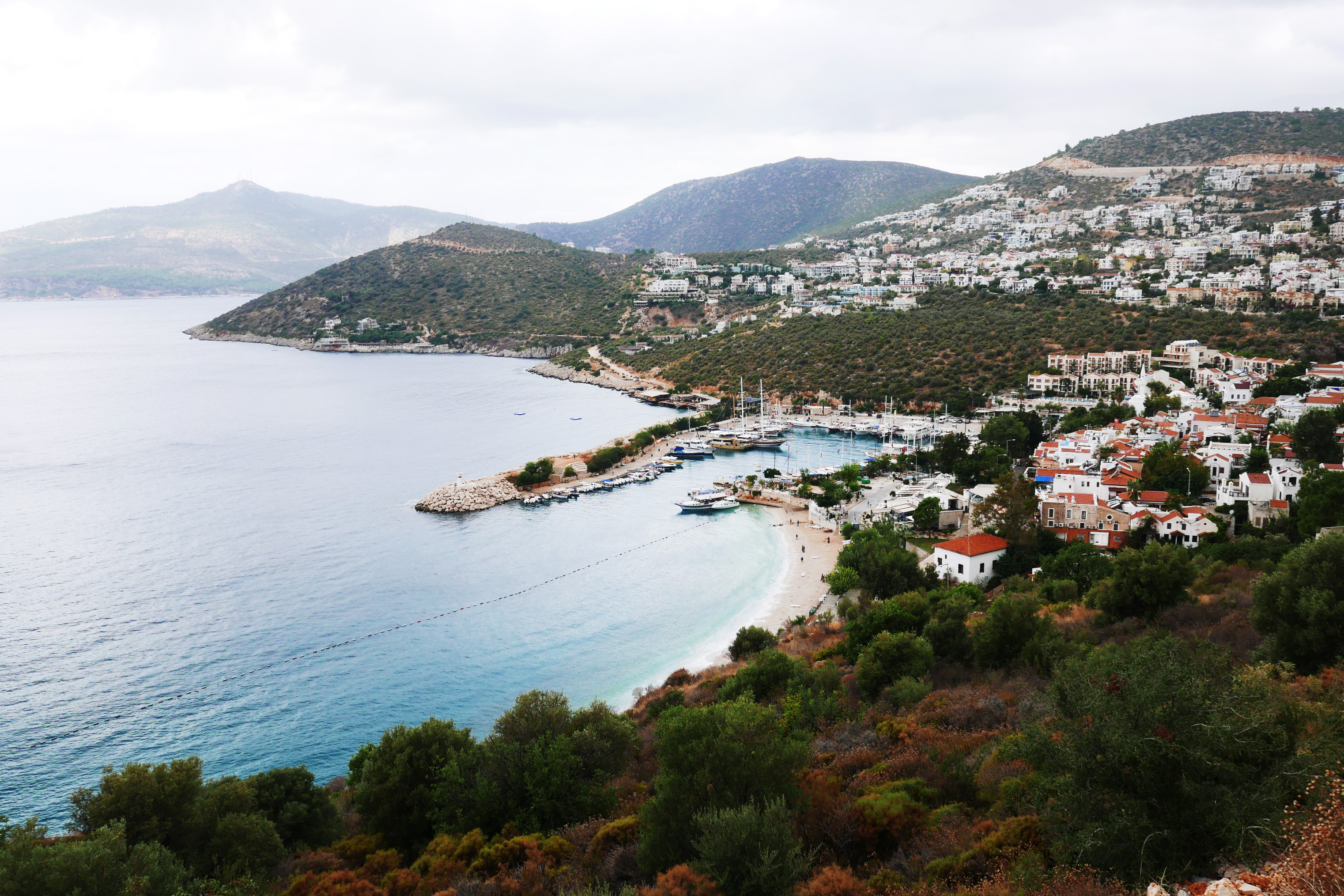
Panorama di Kalkan dalla strada principale verso Kaş